# Austrittsarbeit
Die Austrittsarbeit (oder Auslösearbeit, Ablösearbeit) ist die Arbeit, also die Energie, die mindestens aufgewandt werden muss, um ein Elektron aus einem ungeladenen Festkörper zu lösen. In der Regel wird die Austrittsarbeit in Elektronenvolt angegeben. Bedeutend ist die Austrittsarbeit bei Prozessen, die Elektronen gezielt durch Energieeinbringung aus einer Kathode „herausschlagen“. Sie steckt als wesentlicher Parameter in allen Leistungsgleichungen zugehöriger technischer und wissenschaftlicher Anwendungen und wird jeweils noch durch die Anregungsart beeinflusst. Sie ist damit eine zentrale Einflussgröße der Elektronenstrahltechnik. Dazu zählen:
- Glühemission (thermische Anregung)
- Gasentladung (elektrochemische Anregung)
- Feldemission (elektrische Anregung durch Auffüllen der Fermi-Energie (auch „Kalte Emission“ genannt))
- Fotoemission (Lichtanregung, siehe Photoelektrischer Effekt)
- sowie kombinierte Anlagen

Theoretisch kann die Austrittsarbeit mit dem Elektronengasmodell beschrieben werden.

## Beschreibung und Messung
| Material  | Austrittsarbeit in eV |
| --------- | --------------------- |
| BaO + SrO | 1,0                   |
| Cs        | 1,7 … 2,14            |
| Ba        | 1,8 … 2,52            |
| Rb        | 2,13                  |
| Li        | 2,2                   |
| K         | 2,25                  |
| Na        | 2,28                  |
| LaB6      | 2,4 … 2,7             |
| Ca        | 3,2                   |
| Mg        | 3,7                   |
| Al        | 4,0 … 4,20            |
| Cd        | 4,04                  |
| Ag        | 4,05 … 4,6            |
| Mo        | 4,16 … 4,2            |
| Ta        | 4,19                  |
| Cu        | 4,3 … 4,5             |
| Ti        | 4,33                  |
| Zn        | 4,34                  |
| Sn        | 4,39                  |
| W         | 4,54 … 4,6            |
| Fe        | 4,63                  |
| Au        | 4,8 … 5,4             |
| Ni        | 5,0                   |
| Pt        | 5,32 … 5,66           |

Die Austrittsarbeit ist von der Elektronen-Bindungsenergie zu unterscheiden, die mit der Ionisationsenergie eines Atoms oder Moleküls vergleichbar ist. Die Elektronenbindungsenergie ist für Elektronen der verschiedenen Elektronenschalen unterschiedlich: Möchte man ein Elektron aus einer tieferen (energetisch niedrigeren) Schale freisetzen, muss mehr Energie aufgebracht werden. Dabei bezieht sich die Ionisationsenergie nur auf die minimale Energie, die aufgebracht werden muss, um ein bestimmtes Elektron aus dessen Bindung zu lösen. Im Gegensatz dazu ist die Austrittsarbeit die generell minimale Energie für den Austritt eines Elektrons, also die Energie beim Herausholen eines Elektrons aus dem Fermi-Niveau.
Die Austrittsarbeit ist daher über das chemische Potential abhängig von der Art des Festkörpers (Stoffes), aus dem Elektronen ausgelöst werden. Sie ist relativ klein für Alkalimetalle wie Rubidium (2,13 eV), Cäsium (2,14 eV), Kalium (2,25 eV) oder Natrium (2,28 eV), während sie für Metalle wie Aluminium (4,20 eV), Zink (4,34 eV) oder Platin (5,66 eV) wesentlich höher ist.
UV-armes Tageslicht oder UV-loses Glühlicht besteht aus Photonen der Maximalenergie 3 eV und kann aus Cäsium Elektronen herauslösen, während bei Zink das energiereichere Ultraviolett benötigt wird.
Die ausgelösten Elektronen besitzen eine bestimmte kinetische Energie:
{\displaystyle W_{\text{kin}}=W_{\text{Licht}}-W_{\text{A}}}.
Die Messung der Austrittsarbeit mit Hilfe des Photoeffekts wird meist über die Messung der kinetischen Energie der freigesetzten Elektronen realisiert. Diese ergibt sich aus der Differenz der eingebrachten Energie (meist die Energie des eingestrahlten Photons) und der Austrittsarbeit. Wenn man also die Bewegungsenergie der Elektronen gemessen hat (mit Hilfe eines Elektronenspektrometers), und die benutzte Wellenlänge durch Filter oder Lasereigenschaften bekannt ist, kann man die Austrittsarbeit als Differenz berechnen:
{\displaystyle W_{\text{A}}=E_{\text{Photon}}-E_{\text{Elektron, max}}}
Eine einfache Messmöglichkeit ist auch die Gegenfeldmethode.
Unterschiedliche Austrittsarbeiten zweier Metalle führen zu einem Kontaktpotential, das daher zur Messung von relativen Austrittsarbeiten genutzt werden kann. Bedeutend ist die Messung mit Hilfe einer Kelvin-Sonde, auch Kelvin-Schwinger genannt.

## Anwendung
Eine Elektronenröhre verwendet erhitzte Metalle als Elektronenquelle. Zuerst wurde Wolfram mit einer Austrittsarbeit von 4,5 eV, dann Wolfram mit einer ein Atom starken Thoriumschicht mit 2,6 eV benutzt. Eine dünne Bariumschicht auf Wolfram ergab 1,7 eV und die Oxidkathode genannte Kombination aus Wolfram, Bariumoxid und äußerer Bariumschicht ergab 1,1 eV bis 1,0 eV. Die Kathodentemperatur konnte wegen der verringerten Austrittsarbeit von 2400 °C bei Wolfram auf 700 °C bei Oxidkathode reduziert werden.